# Bad Boys (film, 1995)
Cet article concerne le film de Michael Bay. Pour le film de Rick Rosenthal, voir Bad Boys (film, 1983). Pour les articles homonymes, voir Bad Boys.
« Mauvais Garçons (film) » redirige ici. Pour les autres significations, voir Mauvais garçon (homonymie).
Série Bad Boys
Bad Boys 2
(2003)
Pour plus de détails, voir Fiche technique et Distribution.
Bad Boys : Flics de choc, ou Mauvais Garçons au Québec (Bad Boys), est une comédie policière américaine réalisée par Michael Bay et sortie en 1995. C'est le premier film réalisé par Michael Bay.
C'est le premier volet d'une franchise qui se poursuit avec Bad Boys 2 (2003), Bad Boys for Life (2020) et Bad Boys: Ride or Die (2024).
Le film suit Mike Lowrey qui est un séducteur invétéré et célibataire. Marcus Burnett est un homme rangé, marié et père de famille. Ils sont collègues au sein de la police de Miami. Ces deux meilleurs amis ont toutefois un style et des méthodes d'investigation radicalement opposés, ce qui rend parfois leur relation explosive. Cent kilos d'héroïne pure sont dérobés dans les locaux de la brigade des stupéfiants de Miami, provoquant la colère du capitaine Howard. Les agents de la police de Miami ont 72 heures pour retrouver les coupables. Au même moment, la meilleure amie de Mike Lowrey est assassinée lors d'un règlement de comptes entre criminels. Une jeune femme présente sur le lieu du crime parvient à s'échapper et prend contact avec la police. En tant que témoin, Julie Mott ne veut avoir affaire qu'à Mike et personne d'autre. Celui-ci étant indisponible, c'est Marcus qui se rend chez elle en se faisant passer pour son collègue. Les deux hommes vont ainsi échanger leurs identités pendant la durée de l'enquête.

## Synopsis
Mike Lowrey et Marcus Burnett, amis de toujours, sont des détectives dévoués de la police de Miami qui enquêtent sur 100 millions de dollars d'héroïne mafieuse saisie, leur plus grosse saisie en carrière qui a été volée dans un coffre-fort sécurisé de la police. Les affaires internes, sous l'égide du Capitaine Alison Sinclair, soupçonnent qu'il s'agissait d'un travail interne et menacent de fermer tout le département à moins qu'ils ne récupèrent la drogue dans les 72 heures.
Mike demande à l'une de ses informatrices et ex-petite amie Maxine "Max" Logan de rechercher des personnes nouvellement riches et donc suspectes. Elle se fait embaucher, ainsi que sa meilleure amie Julie Mott, comme escortes par Eddie Dominguez, un ancien flic véreux. La fête est bientôt interrompue par Fouchet, le chef de la drogue française de Dominguez, et ses hommes de main Casper, Ferguson et Noah. Dominguez et Max sont tués, tandis que Julie parvient à s'échapper. Lois Field, qui a embauché Julie et Max, est éliminée par Noah, qui assomme ensuite Mike alors qu'il enquête sur la mort de Max.
Appelant frénétiquement le poste de police, Julie insiste pour ne parler qu'à Mike, qui suit une piste avec la Patronne des prostituées. Sachant qu'elle n'a jamais rencontré Mike, le capitaine Conrad Howard force Marcus à se faire passer pour Mike afin de lui parler. Dans son appartement, Marcus et Julie sont attaqués par des hommes de main de Fouchet, que Marcus tue. Ils retrouvent alors Mike mais les deux policiers doivent se faire passer l'un pour l'autre, Mike vivant à résidence chez Marcus tandis que ce dernier réside avec Julie dans l'appartement de Mike. Les deux luttent pour se maintenir en présence de Julie, et elle commence rapidement à soupçonner la vérité.
En regardant à travers des photos sur l'ordinateur de la police, Julie identifie Noah comme l'un des hommes de main. Le trio se rend au Club Hell, l'un des lieux de rencontre connus de Noah. Après avoir été repéré, Marcus assomme Casper lors d'une bagarre dans la salle de bain. Julie tente de tuer Fouchet mais Marcus l'arrête. Dans la poursuite en voiture qui s'ensuit, Mike tue Noah. Les trois parviennent à s'enfuir, mais sont filmés par un hélicoptère de presse et le rapport est vu plus tard par la famille de Marcus, à qui on a dit que Marcus avait été temporairement réaffecté à Cleveland.
Mike et Marcus rencontrent leur ancien informateur Jojo et découvrent où se trouve le chimiste qui coupe la drogue volée. Les trois retournent à l'appartement de Mike, où la femme de Marcus, Theresa, les confronte et confirme les soupçons de Julie qu'ils se sont fait passer pour l'autre. Fouchet et sa bande débarquent et kidnappent Julie.
Le département de Mike et Marcus est fermé par les affaires internes. Bien qu'il ait été réaffecté, Howard retarde la commande, donnant à Mike et Marcus plus de temps pour résoudre l'affaire. Ils accèdent au profil de la base de données de la police privée de Dominguez et apprennent que la secrétaire de police Francine est l'ancienne petite amie de Dominguez, qui a été victime de chantage par Fouchet et Dominguez après avoir pris des photos d'elle nue, menaçant de les publier à l'école de ses enfants.
Mike, Marcus et deux autres détectives, Sanchez et Ruiz, se dirigent vers l'aéroport exécutif de Miami-Opa Locka. Après une fusillade féroce, ils tuent le reste des hommes de main de Fouchet, dont Casper et Ferguson, et sauvent Julie. Ils poursuivent un Fouchet en fuite et forcent sa voiture dans une barrière en béton. Alors que Fouchet tente de fuir, Mike tire sur Fouchet dans la jambe et l'arrête sous la menace d'une arme. Après une conversation tendue entre Mike et Marcus, Fouchet sort subrepticement une arme à feu mais est abattu par Mike avant qu'il ne puisse tuer Marcus, vengeant la mort de Max. Un Marcus épuisé laisse alors Julie avec Mike et rentre chez lui, impatient de retrouver sa femme.

## Fiche technique
Sauf indication contraire, les informations mentionnées dans cette section peuvent être confirmées par la base de données cinématographiques IMDb,  présente dans la section « Liens externes ».
- Titre original : Bad Boys
- Titre français complet : Bad Boys : Flics de choc
- Titre québécois : Mauvais Garçons
- Réalisation : Michael Bay
- Scénario : Doug Richardson, Michael Barrie et Jim Mulholland, d'après une histoire de George Gallo
- Musique : Mark Mancina ; musique additionnelle : Nick Glennie-Smith et Christopher Ward
- Direction artistique : Peter Politanoff
- Décors : John Vallone et Kate Sullivan
- Costumes : Bobbie Read
- Photographie : Howard Atherton
- Son : Gregory H. Watkins, Rick Kline, Kevin O'Connell,
- Montage : Christian Wagner
- Production : Jerry Bruckheimer et Don Simpson
  - Production déléguée : Lucas Foster et Bruce S. Pustin
- Société de production[1] : Don Simpson/Jerry Bruckheimer Films
- Sociétés de distribution[1] : Columbia Pictures
- Budget : 20,5 millions de dollars[2] / 19 millions de dollars[3]
- Pays de production :  États-Unis
- Langue originale : anglais
- Format[4] : couleur (Technicolor) - 1,85:1 (Panavision) - 35 mm - son Dolby SR | SDDS
- Genre : comédie policière, action, buddy movie
- Durée : 119 minutes
- Dates de sortie[5] :
  - États-Unis : 7 avril 1995
  - France : 5 juillet 1995
  - Suisse romande : 7 juillet 1995
- Classification[6] :
  - États-Unis : R – Restricted (Les enfants de moins de 17 ans doivent être accompagnés d'un adulte)
    - TV-14 (Ce programme contient des éléments que les parents peuvent considérer inappropriés pour les enfants âgés de moins de 14 ans).

  - France : tous publics lors de sa sortie en salles[7] ;  déconseillé aux moins de 10 ans à la télévision[réf. nécessaire]

## Distribution
- Will Smith (VF : Jacques Martial ; VQ : Jacques Lavallée) : l'inspecteur Mike Lowrey
- Martin Lawrence (VF : Thierry Desroses ; VQ : Benoit Rousseau) : l'inspecteur Marcus Burnett
- Téa Leoni (VF : Brigitte Berges ; VQ : Johanne Garneau) : Julie Mott
- Tchéky Karyo (VF : lui-même ; VQ : Vincent Davy) : Fouchet
- Joe Pantoliano (VF : Bertrand Liebert ; VQ : Jean-Luc Montminy) : le capitaine Conrad Howard
- Theresa Randle (VF : Magali Berdy ; VQ : Johanne Léveillé) : Theresa Burnett
- Marg Helgenberger (VQ : Marie-Andrée Corneille) : le capitaine Alison Sinclair
- Nestor Serrano (VF : Jean-François Aupied ; VQ : Daniel Picard) : l'inspecteur Sanchez
- Julio Oscar Mechoso (VQ : Manuel Tadros) : l'inspecteur Ruiz
- Saverio Guerra (VF : Julien Kramer) : Chet, le portier
- Michael Imperioli : Joe "Jo-Jo, le roi du pneu"
- Anna Thomson (VF : Hélène Chanson ; VQ : Lisette Dufour) : Francine
- Vic Manni (VF : Jean-Jacques Nervest) : Ferguson
- Marc Macaulay : Noah Trafficante
- Frank John Hughes (VF : Luc Boulad) : Casper
- Heather Davis (VF : Danielle Dinan) : Lois Field
- Karen Alexander (VF : Nathalie Spitzer ; VQ : Hélène Mondoux) : Max Logan
- Mike Kirton : Andy
- Emmanuel Xuereb (VF : Pierre Tessier ; VQ : Pierre Auger) : Eddie Dominguez
- Kevin Corrigan : Elliot
- Shaun Toub (VF : Vincent Violette) : l'employé du magasin
- Lisa Boyle : la fille qui sert de leurre
- Kim Coates (VQ : Gilbert Lachance) : un voleur de voitures au début du film (non-créditié)

Source et légende : version française (VF) sur AlloDoublage et version québécoise (VQ) sur Doublage QC

## Production

### Genèse, développement et attribution des rôles
Les producteurs Don Simpson et Jerry Bruckheimer développent très tôt le projet avec un script spécialement écrit pour les acteurs Dana Carvey et Jon Lovitz, à l'époque très populaires grâce au Saturday Night Live. Mais le développement du film traine et les droits passent de Disney à Columbia Pictures. Quelques années auparavant, Don Simpson et Jerry Bruckheimer avaient connu des problèmes similaires pour Le flic de Beverly Hills, qui devait initialement être mené par Sylvester Stallone avant de devenir la comédie à succès avec Eddie Murphy. Le projet est alors repensé. Le rôle de Mike Lowry est notamment proposé à Arsenio Hall, qui le refuse. Il exprimera plus tard avoir fortement regretté ce choix. Le réalisateur Michael Bay découvre quant à lui Will Smith en voyant un épisode de la série télévisée Le Prince de Bel-Air. Si le studio est d'accord pour Will Smith, Don Simpson et Jerry Bruckheimer ont du convaincre pour engager Martin Lawrence.

### Tournage
Le tournage a eu lieu du 27 juin 1994 au 31 août 1994. Il se déroule principalement à Miami, mais également à Miami Beach, South Miami et Coral Gables.

### Musique

#### Music from the Motion Picture
Bandes originales de Bad Boys
Bad Boys 2
(2003)
La bande originale est commercialisée en mars 1995. Elle contient principalement des chansons rap/R'n'B présentes dans le film. On retrouve par ailleurs des chansons plus rock industriel, notamment pour les scènes au club Hell. L'album a connu un succès commercial et s'est notamment classé 26e au Billboard 200 et 13e au Top R&B/Hip-Hop Albums. Il est principalement porté par le single Shy Guy de Diana King.
Liste des titres
1. Shy Guy, interprété par Diana King
2. So Many Ways (Bad Boys Version), interprété par Warren G
3. Five O, Five O (Here They Come), interprété par 69 Boyz et K-Nock
4. Boom Boom Boom, interprété par Juster
5. Me Against The World, interprété par Tupac Shakur
6. Someone To Love, interprété par Jon B. et Babyface
7. I've Got A Little Something For You, interprété par MN8
8. Never Find Someone Like You, interprété par Keith Martin
9. Call The Police, interprété par Ini Kamoze
10. Da B Side, interprété par Da Brat et The Notorious B.I.G.
11. Work Me Slow, interprété par Xscape
12. Clouds of Smoke, interprété par Call O'Da Wild
13. Juke-Joint Jezebel, interprété par KMFDM
14. Bad Boys Reply ('95), interprété par Inner Circle et Tek
15. Bad Boys Theme, composé par Mark Mancina
Titre bonus
16. Five O, Five O, (Here They Come) (Hideout House Radio Mix), interprété par 69 Boyz featuring K-Nock

Autres titres présents dans le film
- Angels, interprété par Dink
- Nothing, interprété par Stabbing Westward
- Sweet Little Lass, interprété par DAG

#### Original score
La musique du film est composée par Mark Mancina. Peu présentes sur l'album sorti en 1995, ces compositions sont éditées en CD en 2007 par La-La Land Records, en édition limitée à 3000 exemplaires.
Liste des titres
1. Prologue - The Car Jacking - 4:31
2. Bad Boys - Main Title/Heist - 6:07
3. Funky Brothers To PD - 0:34
4. Air Conditioning Inspection - 1:07
5. JoJo, What You Know? - 0:39
6. Dead Guy - 4:55
7. He's The Person I'd Call - 0:52
8. Killing Max - 4:15
9. The Boys Find Max - 2:29
10. Into Lois' Apartment - 0:49
11. Escape From Julie's - 2:46
12. You're Going To Leave Me Alone? - 0:50
13. Don't Honey Me Baby! - 1:01
14. My Bologna Has A First Name - 4:02
15. Julie's Got A Gun - 0:53
16. Escape From Club Hell/Ether Chase - 4:33
17. We Don't Want To Lose You - 0:38
18. I Mean Like Funny - 2:00
19. Interrogation - 0:40
20. Stake Out - 0:53
21. Tailing Lab Tech/Blown Cover - 1:35
22. Busted - 0:51
23. Footchase - 4:23
24. Fouchet Calling - 0:32
25. Hangar Shootout - 9:14
26. Cobra Chase/Fouchet's Death - 4:40
Titre bonus
27. Bad Boys - Main Title (Edited Film Version) - 3:36

## Accueil

### Critique
Le film reçoit des critiques globalement mitigées. Sur l'agrégateur américain Rotten Tomatoes, Bad Boys n'obtient que 43% d'opinions favorables ainsi qu'une note moyenne de 4,9/10, pour 47 critiques. Sur Metacritic, il décroche une moyenne de 41/100, pour 24 critiques. La plupart des critiques américaines pointent du doigt les faiblesses du scénario, qui ne se démarque pas assez des autres « buddy movies policiers » , malgré une très bonne alchimie entre les deux acteurs principaux. Dans son émission At the Movies, le célèbre critique Roger Ebert met en avant l'approche énergique des deux acteurs principaux ainsi que le style du film. Il regrette cependant que ces jeunes acteurs ne soient que du « nouveau vin dans des vieilles bouteilles » car selon lui la plupart des éléments sont recyclés d'autres franchises du genre, comme L'Arme fatale et Le Flic de Beverly Hills.
En France, dans Le Figaro, Claude Baignères écrit notamment « dans la catégorie polar avec flics (…) et jolie fille en danger, un film sans rien de fondamentalement original dans son synopsis et sa réalisation ». François Gorin de Télérama écrit quant à lui « ça court, ça saute, ça tire dans tous les coins, et ça explose à la fin ». Dans la revue Positif, le film est décrit comme « un de ces nombreux films américains promus pendant l'été mais vite oubliés ».

### Box-office
Malgré des critiques plutôt mitigées, le film connait un succès au box-office. En France, il enregistre plus d'un million d'entrées et se classe à la 16e place du box-office annuel. Au Canada et aux États-Unis, le film ne dépasse pas les 70 millions de dollars mais se classe 1er du box-office hebdomadaire pour ses deux premières semaines d'exploitation, avec respectivement 15 523 358 $ et 11 016 040 $ de dollars de recette par semaine.
| Pays ou région            | Box-office                        | Date d'arrêt du box-office | Nombre de semaines |
| ------------------------- | --------------------------------- | -------------------------- | ------------------ |
| États-Unis (1er week-end) | 15 523 358 $                      | du 7 au 9 avril 1995       | -                  |
| États-Unis                | 65 807 024 $ 15 516 000 entrées   | 6 août 1995                | 18                 |
| France Paris              | 1 636 092 entrées 352 093 entrées | -                          | -                  |
| Total hors États-Unis     | 75 600 000 $                      | 6 août 1995                | 18                 |
| Total mondial             | 141 407 024 $                     | 6 août 1995                | 18                 |

## Distinctions
Entre 1995 et 1996, Bad Boys a été sélectionné dans diverses catégories et a remporté une récompense.

### Récompenses
- BMI Film and TV Awards 1995 : meilleure musique de film pour Mark Mancina

### Nominations
- Grammy Awards 1996 : meilleure chanson écrite spécifiquement pour un film ou la télévision pour Someone to Love interprété par Kenneth 'Babyface' Edmonds
- MTV Movie Awards 1996 :
  - Meilleur duo à l'écran pour Will Smith et Martin Lawrence
  - Meilleure scène d'action pour la fusillade dans le hangar d'avion

## Autour du film
La Porsche utilisée dans le film était la voiture personnelle de Tchéky Karyo, une 911 modèle 964 turbo 3.6 L. Dans le film, on distingue la plaque de Tchéky dans le pare-chocs avant de la Porsche, la plaque d'immatriculation est française (447 DB 75, Paris). Lors de l'émission Top Gear France, Tchéky Karyo montre par ailleurs le logo de l'AC Cobra qu'il a gardé en souvenir.

## Suites
Une suite, Bad Boys 2, toujours réalisée par Michael Bay, est sortie en 2003. Un troisième film, Bad Boys for Life, sort en 2020. Bad Boys: Ride or Die sort en 2024.